# 雪黃毒蛾
雪黃毒蛾（学名：Euproctis sericea）为毒蛾科黃毒蛾屬下的一个种。